# Anemone mexicana
Anemone mexicana là một loài thực vật có hoa trong họ Mao lương. Loài này được Kunth mô tả khoa học đầu tiên năm 1821.